# Jüan Cung-tao
Jüan Cung-tao (čínsky pchin-jinem Yuán Zōngdào, znaky 袁宗道, 1560–1600), byl čínský literární kritik a básník mingského období. S bratry (Jüan Chung-tao a Jüan Čung-tao) stál v čele školy Kung-an.

## Jména
Jüan Cung-tao používal zdvořilostní jméno Po-siou (čínsky pchin-jinem Bóxiū, znaky 伯修) a literární pseudonym Jü-pchan (čínsky pchin-jinem Yùpán, znaky 玉蟠).

## Život a dílo
Jüan Cung-tao se narodil roku 1560, pocházel z důstojnické rodiny z Kung-anu v provincii Chu-kuang na středním toku Jang-c’-ťiang. S mladšími bratry (Jüan Chung-tao a Jüan Čung-tao) studoval konfucianismus a skládal úřednické zkoušky, roku 1586 v metropolitních zkouškách získal první místo, v bezprostředně následujících palácových zkouškách čtvrté. Po zkouškách byl přidělen do akademie Chan-lin. Od roku 1597 působil jako učitel následníka trůnu.
Kolem bratří Jüan Chung-taoa, Cung-taoa a Čung-taoa vznikla takzvaná škola Kung-an (podle jejich rodiště). Jejich poezie byla konvenční, zajímali se však o nejrůznější žánry a témata. V literární tvorbě zdůrazňovali důležitost originality a spontánnosti, individuálního vyjádření. Bratři měli značný vliv jako literární kritici a komentátoři, jejichž závěry v následující básnické generaci získaly všeobecné uznání.